# Штурмгевер 44
Штурмгевер 44 је прва њемачка јуришна пушка из периода Другог свјетског рата, претеча данашњих аутоматских пушака. Студије развоја започеле су 1942. и наставиле се до 1944. Неколико модела је произведено у различито вријеме, као што је МП 43, почетни исход дизајнерских радова на јуришној пушци, Запад и посебно током битке за Нормандију. Извјештаји о ефикасности оружја веома су охрабрујући за Нијемце који су одлучили да наставе са побољшањима.

## Историја
Током Првог свјетског рата, њемачки инжињер Хуго Шмајсер је закључио да су 7.92mm пушке врло незгодне за јуриш на ровове и зато је развио компактно аутоматско оружје помоћу метака пиштољског калибра који су жртвовали тачност великог домета за мале димензије, малу масу и смањени одбој. Године 1934. Хересвафенамт (војни биро за наоружање) почео је да развија метке средњег домета са скраћеном чауром и смањеном количином барута, и даље способне за ефикасан домет од 400 метара. Године 1938. Амт је издао уговор Ц.Г. Хаенел Вафенфрабрик ће развити машински карабин за настали „7,92x33mm Infanterie Kurz Patrone“ или кратки метак, способан да служи и као аутомат, и као аутоматска пушка, и максимално користи утиснуте металне дијелове како би поједноставила производњу. Главни Хаенелов инжењер  Хуго Шмајсер прихватио је изазов постављањем цијеви и кундака у равну линију како би се смањио удар повратног удара, са пиштољским рукохватом за окидач и постављањем нишана. Гасна акција покретала је клип који је покретао затвараћ, а пушка је била сва метална, осим код кундака.
До 1940. године Шмајсер је изнио своје основне ствари, али бројни технички проблеми претходили су његовом прихватању. Погон Хаенел могао је да поднесе мали степен потребне обраде, али није имао алате за штампање, па су они подуговарани са другим компанијама, попут ЕРМА и Мерзверке, које су у том процесу редизајнирале неке дијелове.
Од самог почетка, дизајн је требало да обезбеди Њемачкој оружје које би се могло масовно производити, јер су ратни ресурси постајали све оскуднији са сваке године. Користећи Руски фронт као развојни полигон од јула 1943. надаље, пушка се у свом садашњем облику развила у серију МП43 као МП43/1. Овај нови облик омогућио је да се на цијев причврсти бацач граната и садржао је одредбе за постављање оптичких нишана.
Како је рат одмицао, развој МП43 претворио се у систем МП44 који је на крају уступио мјесто новој ознаци Штурмгевер СтГ44 - што је преведено у оно што данас идентификујемо као пушку. Ово је ефективно промијенило идеју ознаке „машински пиштољ“ (по узору на аутомат) у потпуно нову врсту оружја у свијету јуришних пушака.
Послије битке за Нормандију, ово оружје користе и њемачке снаге током битке код Ардена. Дизајн јуришне пушке АК-47, који је развио Михаил Калашњиков, у великој мери је инспирисан од стране СТГ 44.

## Опис
МП 43, МП 44 и СтГ 44 биле су различите ознаке за у суштини исту пушку са мањим допунама у производњи. Разноликост у номенклатурама резултат је сложене бирократије у нацистичкој Њемачкој. Развијен од Mkb 42(H) "машинског карабина", СтГ 44 је комбиновао карактеристике карабина, аутомата, и аутоматске пуше. СтГ је скраћеница од Sturmgewehr. Према једном извјештају, име је лично одабрао Адолф Хитлер из пропагандних разлога и значи „јуришна пушка“ као и „напасти непријатељски положај“, мада неки извори оспоравају да је Хитлер осим потписивања наредбе имао и много везе са ковањем новог имена. Након усвајања СтГ 44, енглески превод „јуришна пушка“ постао је прихваћена ознака за ову врсту пјешадијског малог оружја. Током његове производње дошло је до мањих промена на задњем дијелу, компензатору трзаја, облику основе предњег нишана и степеништу цеви.
Пушка је била направљена за 7.92×33mm Kurz метак. Ова краћа верзија њемачке стандардне (7,92×57 мм) пушке, у комбинацији са дизајном селективне ватре оружја, пружила је компромис између контролисане ватрене снаге аутомата из непосредне близине са тачношћу и снагом карабина 98 на средњим дометима. Иако је СтГ 44 имао мањи домет и снагу од моћнијих пешадијских пушака тог дана, армијске студије показале су да се мало борбених дејстава десило на више од 300 m (330 yd) а већина на удаљености од 200 m (220 yd). Пушчани меци пуне снаге били су претјерани за већину употреба просјечног војника. Само обучени специјалиста, попут снајпера, или војници опремљени митраљезима, који су испаљивали више метака на познату или сумњиву мету, могли су у потпуности да искористе опсег и снагу стандардног пушчаног метка.
Британци су били критични према оружју, рекавши да би пријемник могао бити савијен и затварач закључан самим чином куцања наслоњене пушке на тврди под. Америчка процјена у касном рату исмијавала је СтГ 44 као „просјечни“, „гломазан“ и „незграпан“, проглашавајући га неспособним за аутоматску ватру и склоном ометању, мада је извјештај прихватио да је његова тачност „одлична за оружје тог типа".